# 紀元前502年
紀元前502年（きげんぜんごひゃくにねん）は、西暦（ローマ暦）による年。
当時、古代ローマにおいては、「トリコストゥスとウェケッリヌスが共和政ローマ執政官に就任した年」として知られていた。紀元前1世紀の共和政ローマ末期以降においてはローマ建国紀元252年とされた。紀年法として西暦（キリスト紀元）がヨーロッパで広く普及した中世時代初期以降、この年は紀元前502年と表記されるのが一般的となった。

## 他の紀年法
- 干支 : 己亥
- 日本
  - 皇紀159年
  - 懿徳天皇9年
- 中国
  - 周 - 敬王18年
  - 魯 - 定公8年
  - 斉 - 景公46年
  - 晋 - 定公10年
  - 秦 - 哀公35年
  - 楚 - 昭王14年
  - 宋 - 景公15年
  - 衛 - 霊公33年
  - 陳 - 懐公4年
  - 蔡 - 昭侯17年
  - 曹 - 靖公4年
  - 鄭 - 献公12年
  - 燕 - 簡公3年
  - 呉 - 闔閭13年
- 朝鮮
  - 檀紀1832年
- ベトナム :
- 仏滅紀元 : 43年
- ユダヤ暦 : 3259年 - 3260年

## できごと

### 地中海地域
- ナクソス島が、アケメネス朝ペルシアに対して反乱を起こす。
- 共和政ローマが、ポメティア (Pometia) の反乱を鎮圧する。
- 12月4日 - エジプトで日食。（計算による。明確な同時代の観測記録はない。）

### 中国
- 魯が斉に侵攻し、陽州を攻撃したが、敗退した。
- 単武公が穀城を攻撃し、劉桓公が儀栗を攻撃した。単武公が簡城を攻撃し、劉桓公が盂を攻撃して、儋翩の乱は終息した。
- 魯が斉に侵攻し、廩丘を攻撃したが、敗退した。
- 斉の国夏と高張が魯の西鄙を攻撃し、晋の士鞅・趙鞅・荀寅が魯を救援した。
- 晋が衛と鄟沢で会盟したが、衛の霊公の怒りを買い、破談となった。
- 晋の士鞅が鄭に侵入し、蟲牢を包囲した。
- 晋と魯が衛に侵入した。
- 魯の陽虎が三桓氏当主の排除を狙って乱を起こした[1]。

## 死去
- 靖公 - 曹の君主（在位：紀元前506年 - 紀元前502年）。（生年不明）